# Quadrastichus flora
Quadrastichus flora är en stekelart som först beskrevs av Girault 1917.  Quadrastichus flora ingår i släktet Quadrastichus och familjen finglanssteklar. Inga underarter finns listade i Catalogue of Life.